# Glide
Glide bylo proprietární API společnosti 3dfx pro tvorbu 3D grafiky ve hrách. Glide podporovaly pouze karty Voodoo od 3dfx. Později bylo vytlačeno Direct3D a OpenGL. 
Dnes je Glide open source API.

## Wrappery
Hry používající toto rozhraní lze provozovat pomocí Glide wrapperů.

### dgVoodoo
- dgVoodoo – využívá Direct3D a podporuje DOSGlide

### Zeckensack's wrapper
- Zeckensack's wrapper

### Glidos
- Glidos